# 埃爾博斯克 (智利)
33°34′0″S 70°40′30″W / 33.56667°S 70.67500°W

埃爾博斯克（西班牙語：El Bosque），是智利的城鎮，位於該國中部聖地亞哥首都大區的聖地亞哥省，始建於1981年11月28日，面積14.1平方公里，海拔高度587米，2002年人口175,594人，人口密度每平方公里12,000人。